# Malacocincla
Malacocincla es un género de aves paseriformes perteneciente a la familia Pellorneidae. Sus miembros se encuentran en la región indomalaya.

## Especies
Se reconocen las siguientes especies:
- Malacocincla abbotti – tordina de Abbott.
- Malacocincla cinereiceps – tordina coronigrís;
- Malacocincla malaccensis – tordina colicorta;
- Malacocincla perspicillata – tordina cejinegra;
- Malacocincla sepiaria – tordina de Horsfield;